# Tösse
Tösse est une localité de la commune d'Åmål dans le comté de Västra Götaland en Suède.
Sa population était de 329 habitants en 2019.